# Арка Траяна (Беневенто)
41°07′57″ пн. ш. 14°46′45″ сх. д. / 41.1325° пн. ш. 14.77916667° сх. д.
Арка Траяна ( італ. Arco di Traiano   ) — давньоримська тріумфальна арка в Беневенто, південна Італія (історична назва — «Золоті ворота»). Була споруджений на честь імператора Траяна на перехресті Аппієвої дороги, де починалася нова Траянова дорога з Беневенто до Бриндізі.

## Історія
Арка була побудована у 114—117 роках, ймовірно архітектором Аполлодором Дамаським

У лангобардські часи Арка була включена у південний сектор міських стін і стала відома як Porta Aurea («Золоті ворота»). Неподалік була побудована церква Сант'Іларіо, де зараз знаходиться музей Арки. Арку досліджував архітектор Себастьяно Серліо в епоху Відродження та намалював Джованні Баттіста Піранезі у 18 столітті.
Кілька разів Арку реставрували через старіння матеріалів та землетруси: за папи Урбана VIII, у 1713 (після того, як мармуровий архітрав обсипався) і 1792.

## Опис

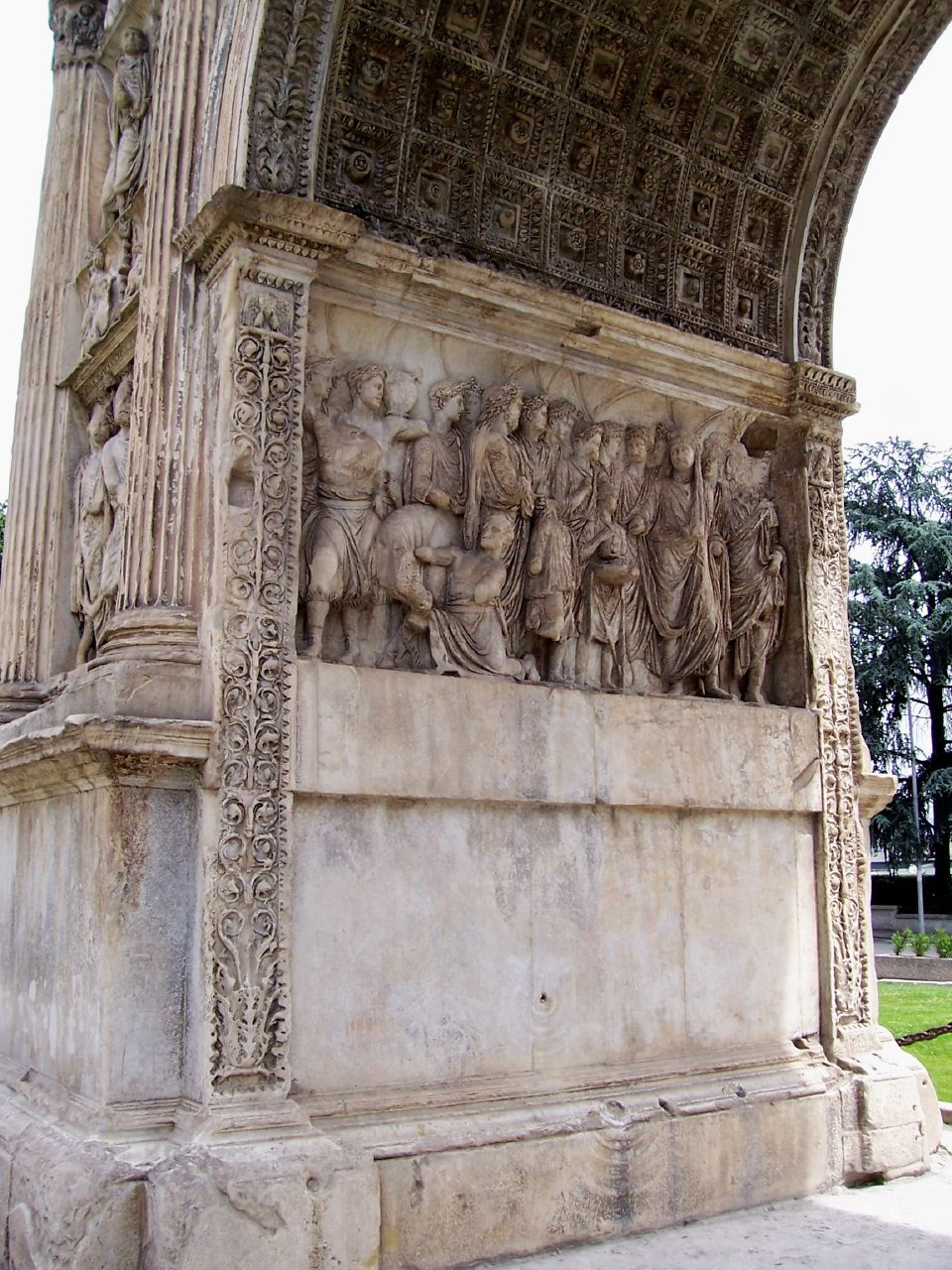
Деталь жертвенної панелі в арці.

Арка має єдиний бочкоподібний прохід, габарити споруди 15.6 x 8.6 мм, побудована з вапняку, покритого кладкою  з парийських мармурових плит. 
Кожен з фасадів має чотири пілястри на кутах двох бічних стовпів, які підтримують антаблемент. Вище знаходиться аттик, який виступає над аркою. На обох сторонах аттика розташований однаковий посвятний напис:
IMP[ERATORI] CAESARI DIVI NERVAE FILIO NERVAE TRAIANO OPTIMO AVG[USTO] GERMANICO DACICO PONTIF[ICI] MAX[IMO] ATRI] P[ATRIAE] FORTISSIMO PRINCIPI SENATVS P[OPULUS]Q[UE] R[OMANUS]
Що перекладається як: «Імператору, цезарю, сину божественного Нерви, Нерве Траяну, найкращому августу Германському, Дакійському, великому понтифіку, в 18-й раз трибуну, в 7-й раз імператору, в 6-й раз консулу, батькові батьківщини, наймогутнішому прицепсу – сенат та народ Римський.
По зовнішнім сторонам аттика розташовані дві барельєфні панелі: на  лівій (лише частково збереженій) — зображено поклоніння божествам сільської місцевості провінції, а на правій — заснування провінційних колоній. На внутрішній стороні, ліворуч, було зображення Траяна, якого зустрічає Капітолійська тріада, а праворуч — Траян у Бичачому Форумі.

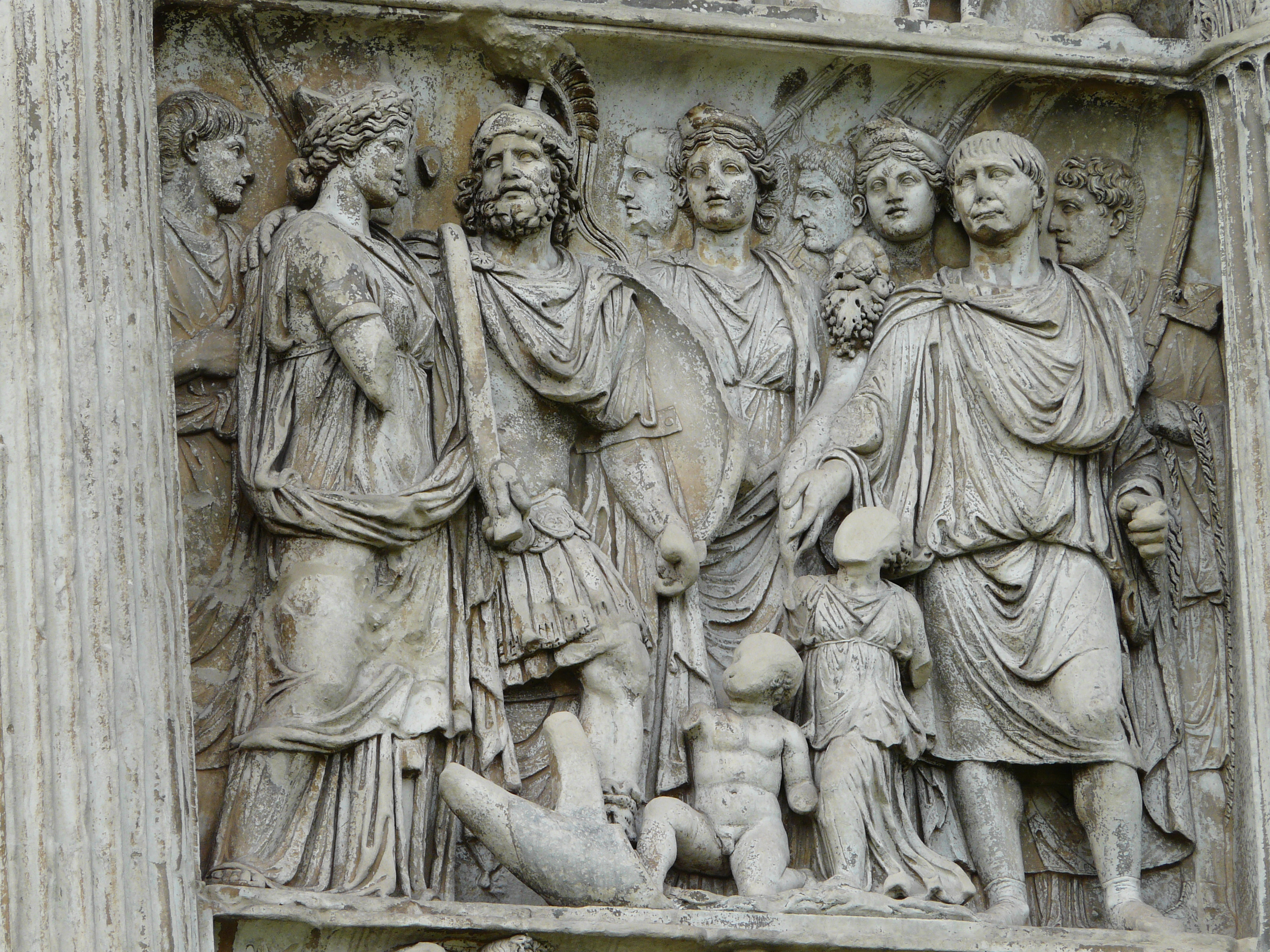
Траян з варварськими князями

Арка має багаті скульптурні прикраси. На них показаний тріумф Траяна після війни з даками, що закінчилася в 106 р. повною перемогою римлян. Щоб правильно її «прочитати» необхідно почати огляд з північно-східного боку арки і рухатися навколо неї за годинниковою стрілкою.
Фриз на антаблементі зображує тріумфальну ходу Траяна після перемоги над Дакією. На пілонах, між кутовими пілястрами, розташовані дві панелі зі сценами імператорської діяльності: (офіційне прибуття Траяна до Риму, дарування римського громадянства військам, вітання Траяна сенатом, Римський народ і кінний орден). Вони розділені вузькими декоративними панелями із зображенням Переможців, які приносять в жертву биків.
Внутрішній фасад арки має дві широкі скульптурні панелі, що зображують сцени Траяна в Беневенто: ліворуч (зсередини міста) зображено жертвоприношення для відкриття Дороги Траяна, разом з імператором оточеним лікторами, а праворуч зображено створення Траяном благодійної установи для допомоги дітям у римській Італії, символом чого є шматки хліба на столі як уособлення італійських міст з дітьми. Склепіння має кесонне перекриття, в центрі якого – уособлення імператора, увінчаного Перемогою.

## Дивіться також
- Колона Траяна